# Labirint

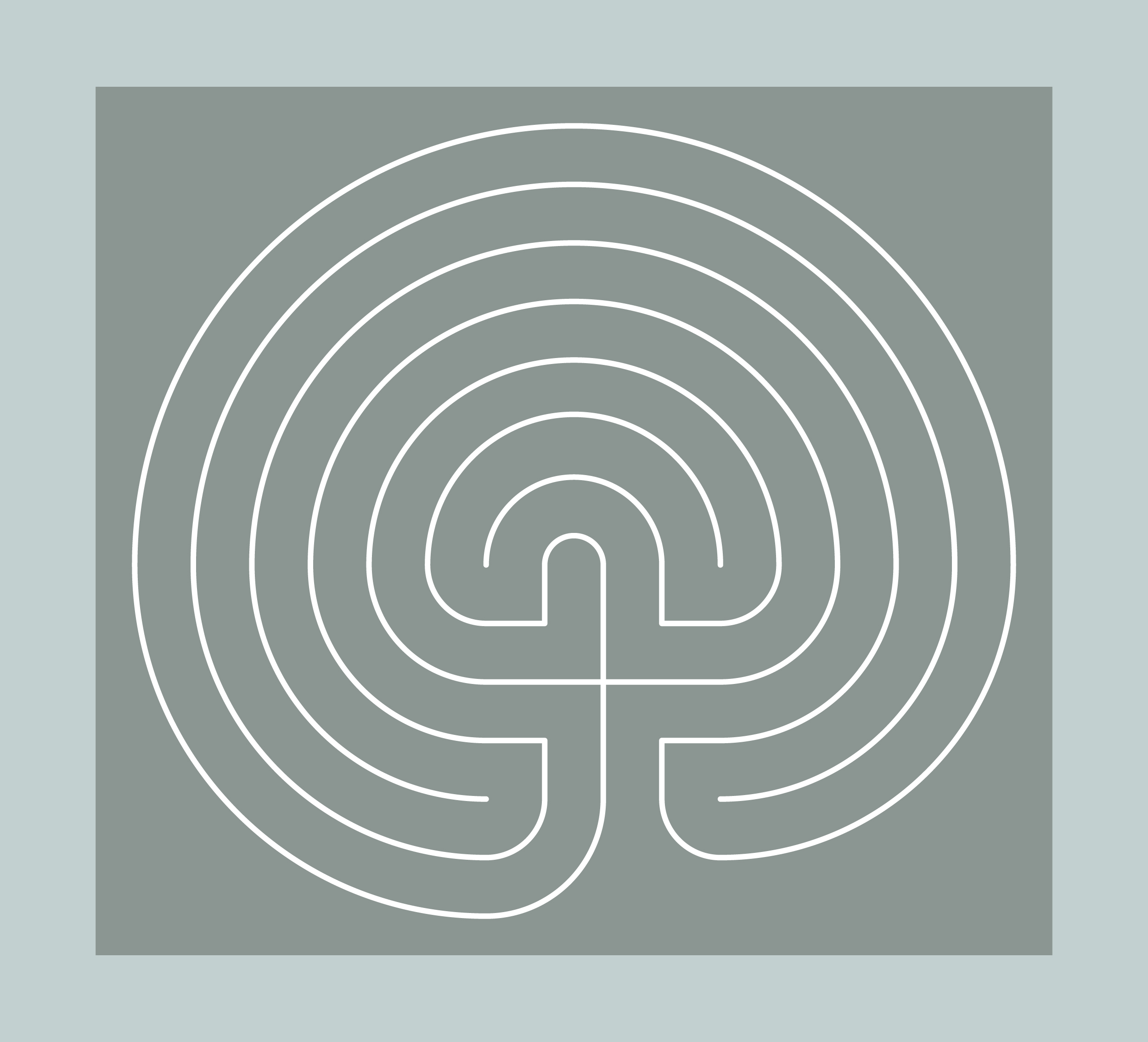
Labirint clasic

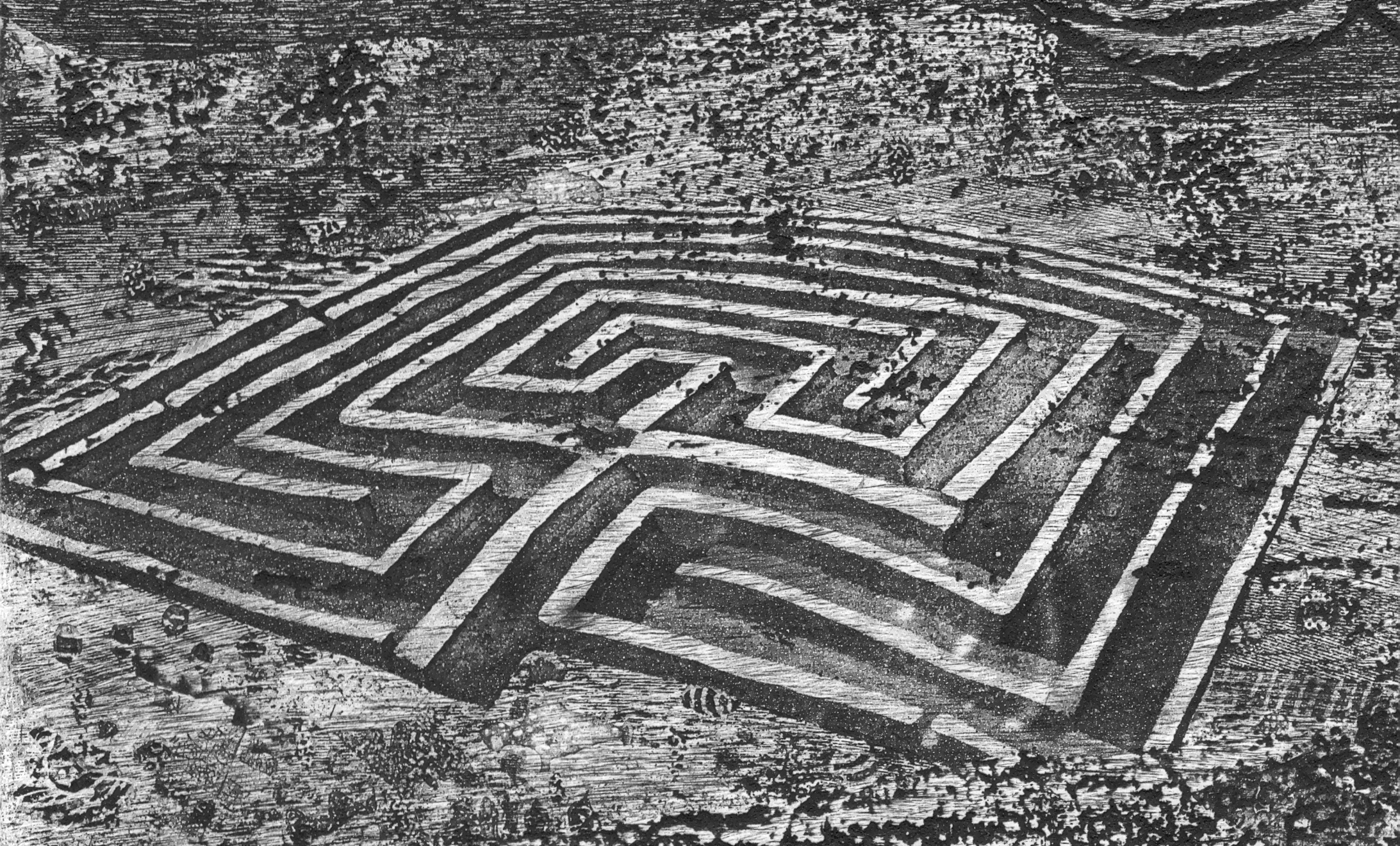
Labirint clasic

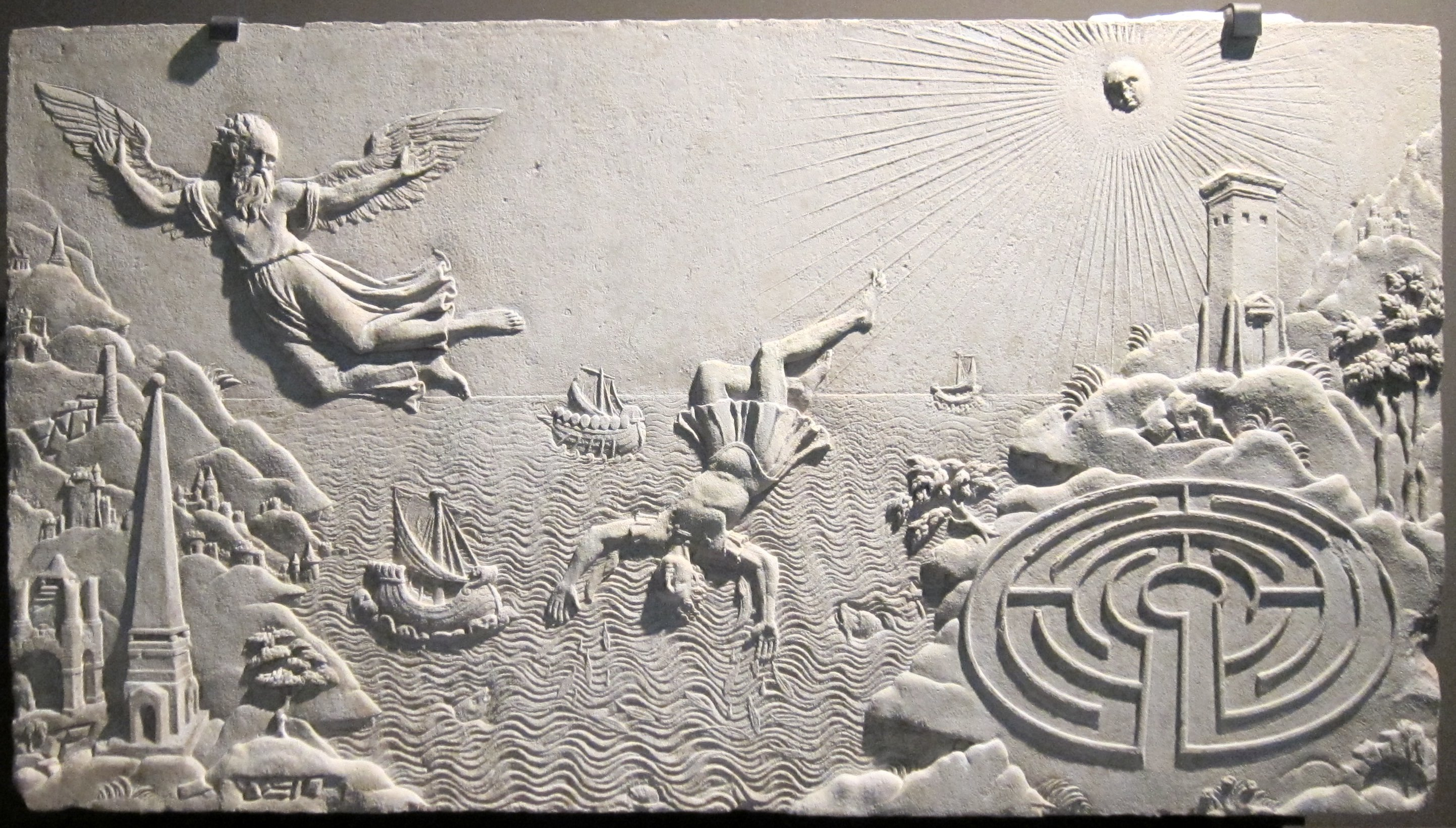
Relief din sec XVII ce prezintă căderea lui Icar și labirintul din Creta

În mitologia greacă, Labirintul (greacă: labyrinthos λαβύρινθος, cu sensul de locul toporului dublu, de exemplu complexul de clădiri de la Cnossos) a fost o structură elaborată, proiectată și construită la Cnossos de către legendarul arhitect Dedal pentru regele Minos din Creta. Rolul labirintului era de a-l ține închis pe Minotaur, o creatură mitologică, care era jumătate om jumătate taur și care în cele din urmă a fost ucis de către eroul atenian Tezeu. Dedal a construit Labirintul cu viclenie, pentru ca el însuși să poată scăpa din el după ce l-a construit. Tezeu a fost ajutat de Ariadna, care i-a oferit un fir de ață care să-i arate astfel calea spre întoarcere.